# Thliptoceras gladialis
Thliptoceras gladialis is een vlinder uit de familie van de grasmotten (Crambidae). De wetenschappelijke naam van de soort is, als Botys gladialis, voor het eerst geldig gepubliceerd in 1889 door John Henry Leech. De combinatie in Thliptoceras werd door Munroe in 1967 gemaakt.

## Synoniemen
- Crocidophora rufitinctalis Hampson, 1918